# 1999 في تركيا
فيما يلي قوائم الأحداث التي وقعت خلال عام 1999 في تركيا.

## أحداث
- 17 أغسطس – زلزال أزميد 1999

## سياسة

### تعيين في المنصب
- 11 يناير – بولنت أجاويد رئيس وزراء تركيا.
- 2 مايو – إسماعيل كهرمان عضو في البرلمان التركي.
- 28 مايو – مسعود يلماز نائب رئيس وزراء تركيا.

### انتهاء فترة المنصب
- 11 يناير – بولنت أجاويد نائب رئيس وزراء تركيا.
- 11 يناير – مسعود يلماز رئيس وزراء تركيا.
- 18 أبريل – إسماعيل كهرمان عضو في البرلمان التركي.

## رياضة
- 1 أغسطس – بطولة أوروبا للألعاب المائية 1999

## مواليد

### يناير
- 15 يناير – ميراي دانير ممثلة تركية.
- 28 يناير – أحمد كان دوران

## وفيات

### يناير
- 31 يناير – باريش مانتشو (مواليد 1943) مغني تركي.

### فبراير
- 16 فبراير – ناجل كاظم أكسيس (مواليد 1908)

### يوليو
- 22 يوليو – أجلان بيوكبورش (مواليد 1970) مغنية تركية.